# TIA/EIA-568-A
TIA/EIA-568-A (TIA/EIA Commercial Building Wiring Standard) – norma dla okablowania strukturalnego, wydana w styczniu 1995 r., która powstała na bazie normy EIA/TIA 568 (złącza i kable do 16 MHz) po uwzględnieniu biuletynów TSB 36 (kable do 100 MHz), TSB 40 (złącza do 100 MHz), TSB 40A (złącza i kable krosowe do 100 MHz) oraz projektu SP-2840 (złącza i kable do 100 MHz). Zastąpiona później zestawem norm TIA/EIA-568-B.
Z czasem powstał szereg norm towarzyszących, z których najważniejsze to:
- EIA/TIA 485A Electrical Characteristics of Generators and Receivers for Use in Balanced Digital Multipoint Systems – charakterystyki elektryczne generatorów i odbiorników do użycia w cyfrowych systemach wielopunktowych
- EIA/TIA 569 Commercial Building Telecommunications for Pathways and Spaces – kanały telekomunikacyjne w biurowcach
- EIA/TIA 570 Residential Telecommunications Cabling Standard – kanały telekomunikacyjne w mieszkaniach
- EIA/TIA 606 The Administration Standard for the Telecommunications Infrastructure of Commercial Building – administracja infrastruktury telekomunikacyjnej w biurowcach
- EIA/TIA 607 Commercial Building Grounding and Bonding Requirements for Telecommunications – wymagania dla telekomunikacji dotyczące uziemienia i połączeń w budynkach biurowych
- TSB 67 Transmission Performance Specification for Field Testing of Unshielded Twisted-Pair Cabling Systems – pomiary systemów okablowania strukturalnego
- TSB 72 Centralized Optical Fiber Cabling Guidelines – wytyczne dotyczące scentralizowanego okablowania światłowodowego
- TSB 75 – nowe rozwiązania okablowania poziomego dla biur o zmiennej aranżacji wnętrz
- TSB 95 Additional Transmission Performance Guidelines for 4-Pair 100 W Category 5 Cabling – dodatkowe wytyczne dotyczące wydajności transmisji dla 4-parowych 100 W kabli kategorii 5